# Selina Büchel
Selina Büchel (ur. 26 lipca 1991 w Mosnang) – szwajcarska lekkoatletka specjalizująca się w biegu na 800 metrów.

## Kariera
W 2009 zajęła siódme miejsce podczas mistrzostw Europy juniorów, a rok później dotarła do półfinału mistrzostw świata juniorów. Piąta zawodniczka młodzieżowych mistrzostw Europy w Ostrawie (2011). W sezonie 2013 startowała w halowych mistrzostwach Europy oraz zdobyła brązowy medal młodzieżowych mistrzostw Europy. Czwarta zawodniczka halowych mistrzostw świata w Sopocie (2014). W 2016 zajęła 4. miejsce na mistrzostwach Europy oraz osiągnęła półfinał igrzysk olimpijskich w Rio de Janeiro. Rok później zdobyła złoty medal na halowych mistrzostwach Europy w Belgradzie, tym samym broniąc tytuł wywalczony przed dwoma laty w Pradze. Półfinalistka biegu na tym samym dystansie podczas światowego czempionatu w Londynie w tym samym roku.
Medalistka mistrzostw Szwajcarii i reprezentantka kraju w drużynowych mistrzostwach Europy.
Rekordy życiowe: stadion – 1:57,95 (4 lipca 2015, Paryż) – rekord Szwajcarii; hala – 2:00,38 (5 marca 2017, Belgrad) – rekord Szwajcarii.

## Osiągnięcia
| Rok  | Impreza                              | Miejsce        | Lokata     | Wynik   |
| ---- | ------------------------------------ | -------------- | ---------- | ------- |
| 2009 | Mistrzostwa Europy juniorów          | Nowy Sad       | 7. miejsce | 2:07,93 |
| 2010 | Mistrzostwa świata juniorów          | Moncton        | półfinał   | 2:07,28 |
| 2011 | Młodzieżowe mistrzostwa Europy       | Ostrawa        | 5. miejsce | 2:04,25 |
| 2013 | Halowe mistrzostwa Europy            | Göteborg       | półfinał   | 2:01,64 |
| 2013 | I liga drużynowych mistrzostw Europy | Dublin         | 3. miejsce | 2:03,80 |
| 2013 | Młodzieżowe mistrzostwa Europy       | Tampere        | 3. miejsce | 2:02,74 |
| 2014 | Halowe mistrzostwa świata            | Sopot          | 4. miejsce | 2:01,06 |
| 2014 | Mistrzostwa Europy                   | Zurych         | półfinał   | 2:01,80 |
| 2015 | Halowe mistrzostwa Europy            | Praga          | 1. miejsce | 2:01,95 |
| 2015 | I liga drużynowych mistrzostw Europy | Heraklion      | 1. miejsce | 2:00,56 |
| 2015 | Mistrzostwa świata                   | Pekin          | półfinał   | 1:58,63 |
| 2016 | Mistrzostwa Europy                   | Amsterdam      | 4. miejsce | 2:00,47 |
| 2016 | Igrzyska olimpijskie                 | Rio de Janeiro | półfinał   | 1:59,35 |
| 2017 | Halowe mistrzostwa Europy            | Belgrad        | 1. miejsce | 2:00:38 |
| 2017 | I liga drużynowych mistrzostw Europy | Vaasa          | 2. miejsce | 2:02,85 |
| 2017 | Mistrzostwa świata                   | Londyn         | półfinał   | 1:59,85 |
| 2018 | Halowe mistrzostwa świata            | Birmingham     | 6. miejsce | 2:03,01 |
| 2018 | Mistrzostwa Europy                   | Berlin         | 7. miejsce | 2:02,05 |
| 2019 | Halowe mistrzostwa Europy            | Glasgow        | półfinał   | 2:02,98 |
| 2019 | Mistrzostwa świata                   | Doha           | eliminacje | 2:03,38 |
| 2021 | Halowe mistrzostwa Europy            | Toruń          | półfinał   | 2:07,47 |